# تل تیمبر (مریلند)
تل تیمبر (به انگلیسی: Tall Timbers) شهری در ایالت مریلند کشور ایالات متحده آمریکا است که جمعیت آن در سرشماری سال ۲۰۱۰ میلادی، ۴۶۲ نفر بوده‌است.